# 星野リリィ
星野 リリィ（ほしの リリィ、1978年12月17日 - ）は、日本の漫画家、同人作家、イラストレーター。女性。結婚しており、2016年9月と2019年3月にそれぞれ男児を出産した。
初期にはボーイズラブ系の漫画を多く描いていたが、近年は男女カップルの恋愛漫画やファンタジー漫画を主に手がけている。
『コミックバーズ』（幻冬舎コミックス）、『マンガ・エロティクスF』（太田出版）、『月刊コミックアヴァルス』（マッグガーデン）、『なかよし』（講談社）などに連載している。
同人サークル「harenti-cinema」主宰。
絵を描くこと自体は小学生時代からやっていた。

## 作品リスト

### 書籍
- 奥サマは女子高生!?（2000年7月、光彩書房）ISBN 978-4-87775-047-3
- 抱きごこちはいかが?（2001年9月、光彩書房）ISBN 978-4-87775-115-9
- ほしいほしい君がほしい（2001年11月、光彩書房）ISBN 978-4-87775-129-6
- あいしちゃったの（2002年9月、光彩書房）ISBN 978-4-87775-195-1
- 都立魔法学園
  1. 都立魔法学園（2003年8月、海王社）ISBN 978-4-87724-287-9
  2. 都立魔法学園2（2005年12月、海王社）ISBN 978-4-87724-434-7
- ミックス・ミックス・チョコレート（2003年11月、光彩書房）ISBN 978-4-86093-084-4
- かわいがって下さい（2003年12月、海王社）ISBN 978-4-87724-331-9
- 花嫁くん（2004年2月、芳文社）ISBN 978-4-8322-8284-1
- ハレムでひとり（2004年6月、ビブロス）ISBN 978-4-8352-1604-1
  - ハレムでひとり（新装版）（2007年12月、リブレ出版）ISBN 978-4-8626-3305-7
- ボクだけの王さま（2004年8月、光彩書房）ISBN 978-4-86093-164-3
- ナースがお仕事（2004年9月、マガジン・マガジン）ISBN 978-4-89644-068-3
- スーパーダブル（2005年 - 、幻冬舎コミックス）
  1. 2005年2月、ISBN 978-4-344-80523-1
  2. 2010年7月、ISBN 978-4-344-81994-8
- 花ムコさん（2005年8月、芳文社）ISBN 978-4-8322-8359-6
- 私と王子様（2006年8月、祥伝社）ISBN 978-4-396-78019-7
- ラブクエ（2006年8月、祥伝社）ISBN 978-4-8322-8412-8
- おとめ妖怪 ざくろ（2008年1月 - 、幻冬舎コミックス）
- 夢見る古都（2008年8月、太田出版）
- 夜に生まれた（2009年12月、リブレ出版）ISBN 978-4-8626-3707-9
- きぐるみ防衛隊（2013年 - 、講談社〈KCx〉、既刊3巻、『なかよし』2013年4月号 - 2015年7月号）
  1. 2013年12月、ISBN 978-4-06-364406-7
  2. 2014年10月、ISBN 978-4-06-380724-0
  3. 2015年4月[5]、ISBN 978-4-06-380761-5/限定版 ISBN 978-4-06-358754-8
- 涯外殻の番人（2023年3月、幻冬舎コミックス）ISBN 978-4-344-85170-2

### 画集
- 星野リリィイラスト集 魔法細工（2006年3月、幻冬舎コミックス）ISBN 978-4-344-80711-2
- 都立魔法学園入学案内 「都立魔法学園」イラスト集&ファンブック （2007年5月、海王社）ISBN 978-4-87724-574-0 ※ドラマCD付き
- 輪るピングドラム 星野リリィ アートワークス（2012年6月、幻冬舎コミックス）ISBN 978-4-344-82539-0
- 星野リリィイラスト集 おとめ妖怪ざくろ 華（2013年3月、幻冬舎コミックス）ISBN 978-4-344-82780-6
- 星野リリィイラスト集　宝石廻廊（2015年5月、幻冬舎）ISBN 978-4-344-83396-8

### イラスト
- STAR DRIVER 輝きのタクト アンソロジー（2011年2月、スクウェア・エニックス）ISBN 978-4-7575-3150-5 ※コミックアンソロジー。カラーイラスト。
- 輪るピングドラム（上） 著者：幾原邦彦・高橋慶 （2011年7月、幻冬舎コミックス）ISBN 978-4-344-82254-2 ※小説。イラスト。
- 輪るピングドラム（中） 著者：幾原邦彦・高橋慶 （2011年10月、幻冬舎コミックス）ISBN 978-4-344-82340-2 ※小説。イラスト。
- 輪るピングドラム（下） 著者：幾原邦彦・高橋慶 （2012年2月、幻冬舎コミックス）ISBN 978-4-344-82409-6 ※小説。イラスト。
- コミックマーケット85カタログ（2013年12月) ※表紙イラスト
- 手塚治虫「ブラック・ジャック」40周年アニバーサリー! ピノコ トリビュート アッチョンブリケ（2013年12月、秋田書店）ISBN 978-4-253-10171-4 ※コミック&イラストアンソロジー。カバーイラスト。
- ぼんとリンちゃん 著者：小林啓一（2014年8月、竹書房）ISBN 978-4-812-48848-5 ※小説。表紙イラスト[6]。
- 弱虫ペダル公式アンソロジー 放課後ペダル（2014年6月、秋田書店）ISBN 978-4-253-21319-6 ※コミック&イラストアンソロジー。イラスト。
- コミックマーケット87 日本放送協会 企業ブース配布冊子（2014年12月） ※NHK PR誌。裏表紙イラスト[7][8]。
- 弱虫ペダル公式アンソロジー 放課後ペダル2（2015年2月、秋田書店）ISBN 978-4-253-21320-2 ※コミック&イラストアンソロジー。イラスト。

### アニメ
- 荒川アンダー ザ ブリッジ×ブリッジ（第5話エンドカード）
- それでも町は廻っている（第10話提供バックイラスト）
- STAR DRIVER 輝きのタクト（TOKYO MX放送版第17話エンドカード）
- 輪るピングドラム（キャラクター原案・全話エンドカード）
- 劇場版 とある魔術の禁書目録 -エンデュミオンの奇蹟-（キャラクターデザイン協力）
- おとめ妖怪ざくろ（原作）
- つくもがみ貸します（キャラクター原案）
- RE:cycle of the PENGUINDRUM（キャラクター原案[9]）
- 魔法使いになれなかった女の子の話（キャラクター原案[10]）

### ドラマCD
- ミックス★ミックス★チョコレート（2003年11月、ムービック）
- あおい瞳（2004年8月、まんだらけシュガーボーイKiKKaレーベル）
- 花嫁くん（2004年10月、マリン・エンタテインメント）
- 花ムコさん（2006年3月、マリン・エンタテインメント）
- 都立魔法学園（2007年1月、ムービック）
- 都立魔法学園入学案内（付録ミニドラマ/2007年6月、海王社）

### その他
- ファイアーエムブレム ヒーローズ（一部キャラクターデザイン）
- Girls Mode 4 スター☆スタイリスト（キャラクターデザイン）
- Fate/Grand Order（概念礼装イラスト）
- ぼんとリンちゃん（劇中同人誌協力[11]）
- フットサルボーイズ!!!!!（キャラクターデザイン原案[12]）